# 般尼茅夫2015年至2016年球季
般尼茅夫2015年至2016年球季（英語：2015–16 A.F.C. Bournemouth season）是伯恩茅斯足球俱乐部在英格蘭足球聯賽第86個球季，去季奪得英冠聯賽冠軍後，歷來首個在頂級聯賽的球季。

## 球衣
| 主場球衣 | 作客球衣 |

## 球員名單
粗體字為本季新加盟球員

## 成績

### 新森林打吡
修咸頓

## 外部連結
- 官方網站 （页面存档备份，存于）
- Bournemouth @ Soccerbase （页面存档备份，存于）
- Bournemouth Home （页面存档备份，存于）
- afcbournemouthMad （页面存档备份，存于）
- historicalkits.co.uk: Barclays English Premier League 2015 - 2016 （页面存档备份，存于）